# رزیدنت ایول: پناهگاه کالیبان
اقامتگاه اهریمن: خلیج کالیبان (به انگلیسی: Resident Evil: Caliban Cove) نام دومین کتاب از سری اقامتگاه اهریمن (رزیدنت ایول) به نویسندگی اس.دی. پری و به زبان انگلیسی است. این کتاب ۲۵۶ صفحه‌ای برای نخستین بار در اکتبر سال ۱۹۹۸ منتشر شد. داستان کتاب اقامتگاه اهریمن: خلیج کالیبان، برداشتی آزاد از داستان سری بازی‌های مشهور رزیدنت ایول است. اقامتگاه اهریمن: خلیج کالیبان روایتگر ادامه داستان کتاب اقامتگاه اهریمن: دسیسه آمبرلا (با موضوع اقامتگاه اهریمن ۱) است. ربکا چمبرز نقش اصلی را در داستان این کتاب ایفا می‌کند. کتاب اقامتگاه اهریمن: شهر مرده (با موضوع اقامتگاه اهریمن ۲-رزیدنت ایول ۲) پس از این کتاب نوشته شد.

## شخصیت ها
ربکا چمبرز، کریس ردفیلد، بری بارتون و جیل ولنتاین از دیگر شخصیت‌های حاضر در داستان این کتاب است.